# Tammistu (Hiiumaa)
Tammistu (Duits: Tammisto) is een plaats in de Estlandse gemeente Hiiumaa, provincie Hiiumaa. De plaats heeft de status van dorp (Estisch: küla).
Tammistu lag tot in oktober 2013 in de gemeente Kõrgessaare, daarna tot in oktober 2017 in de gemeente Hiiu en sindsdien in de fusiegemeente Hiiumaa.

## Bevolking
De ontwikkeling van het aantal inwoners blijkt uit het volgende staatje:
| Jaar            | 2000 | 2011 | 2021 |
| --------------- | ---- | ---- | ---- |
| Aantal inwoners | 2    | 2    | 3    |

## Ligging
De plaats ligt aan de Baai van Mardihansu aan de zuidkust van het schiereiland Kõpu.

## Geschiedenis
Tammistu werd voor het eerst genoemd in 1782 onder de naam Tamisto, een dorp op het landgoed van  Hohenholm (Kõrgessaare). In 1798 stond het dorp bekend als Tammist.
In de jaren vijftig van de 20e eeuw werd Tammistu bij het buurdorp Nõmme (sinds 2017 Reigi-Nõmme) gevoegd. In 1997 werd het weer een zelfstandig dorp.